# Rijksbureau voor Voedselvoorziening in Oorlogstijd
Het Rijksbureau voor Voedselvoorziening in Oorlogstijd heeft bestaan van 1940 tot en met 1945. Directeur-generaal was Stefan Louwes, commissaris Akkerbouw en Veehouderij van het ministerie van Landbouw, hij had in 1937 het Rijksbureau voor de Voorbereiding van de Voedselvoorziening in Oorlogstijd opgericht. Mede-oprichters waren Jan Groen Tukker van de Economische Defensieraad en Hans Hirschfeld,  waarnemend secretaris-generaal van het departement van Handel, Nijverheid en Scheepvaart. Hoofd Algemene Zaken werd Dien Hoetink, afkomstig uit het ministerie van Economische Zaken.

## Crisismaatregelen
Na de ervaring van de Eerste Wereldoorlog en de crisisjaren was er al jarenlang discussie over het voedselbeleid. Louwes en Hoetink zaten daar middenin. Het overheidsbeleid inzake landbouw en voedselvoorziening liet het vrijemarktprincipe los en richtte zich op ingrijpen. Onder leiding van Hoetink kwam het Voedselvoorzieningsbesluit 1940 tot stand en het Organisatiebesluit Voedselvoorziening 1941 met het daartoe behorende Algemeen Reglement Voedselvoorziening.
Hoetink was op Economische Zaken al bezig geweest met landbouwordening en borduurde daarop voort. Hoetinks doel was de overheid te ontlasten en de private ondernemingen meer eigen verantwoordelijkheid te geven. Haar plannen waren meer gericht op de toekomst dan op het heden.

## Oorlogsproblemen
Toen de Tweede Wereldoorlog uitbrak werd de naam aangepast en het woord Voorbereiding geschrapt.
De oorlog zorgde voor veranderingen, ook binnen het Rijksbureau. Negen werkneemsters waren geruisloos ontslagen omdat zij niet konden verklaren geen joods bloed te hebben. In 1943 werd op initiatief van Hoetink een fonds opgericht ter ondersteuning van de gezinnen van deze negen werkneemsters. Ook gezinnen van werknemers die vanwege de tewerkstelling moesten vertrekken konden op steun rekenen. Soms stuurde het fonds voedselpakketten naar de werkkampen.
Na onenigheid met de Duitsers over bestraffing van zwarte handel in landbouwproducten werd Hoetink gearresteerd en naar kamp Vught gebracht. Ze werkte een tijdje bij het Philips-Kommando en werd daarna naar concentratiekamp Ravensbrück getransporteerd, waar ze bij het Siemens-Kommando werkte totdat zij te zwak was en begin 1945 overleed.
Het algemene doel van dit Rijksbureau werd het afstemmen van de belangen van de bezetter, de Nederlandse overheden, de landbouwbevolking en de consument, waarbij de belangen van de consument in de onderhandelingen minder aandacht kregen. De bevolking nam soms zelf acties, zowel door rellen te organiseren, zoals na de rantsoenering van aardappelen in april 1941, als het anoniem schrijven naar het bureau. Later in de oorlog, met name na 17 september 1944, werd het gebrek aan voedsel urgent.
Veel van de Nederlandse voedselproducten zoals vlees, zuivel, tuinbouwproducten en eieren werden naar Duitsland geëxporteerd, waardoor in Nederland schaarste ontstond. Ingevoerd werden tarwe, oliezaden, veevoer en koloniale waren. Er werden elf productorganisaties opgericht en bedrijven moesten zich hierbij aansluiten. Aangezien brood het eerste volksvoedsel was, werd graanproductie en -opslag centraal geregeld. Ook vet, koffie, rijst en cacao werden centraal opgeslagen, hoewel ook daar een deel van naar de Duitsers moest gaan. Veestapels moesten inkrimpen en vrijgekomen weilanden moesten met graan bebouwd worden. Ter compensatie kregen de boeren extra voedselbonnen.
De bedrijfsvoering bij de landbouw werd aanzienlijk moeilijker toen paarden, kunstmest en brandstoffen werden gevorderd. Waar mogelijk verbouwde de bevolking zelf aardappels, sommigen hielden ook bijen.

## Bonnen
Al in juni 1940 gingen koffie en thee, brood en bloem op de bon, in juli alle vetten, in september vlees, in november eieren, koek en gebak. Iedere ingeschreven Nederlander kreeg een stamkaart, hetgeen betekende dat onderduikers geen stamkaart hadden. Natuurlijk ontstond er een zwarte handel in voedsel.
In 1944 was de omzet van de voedingsmiddelenindustrie nog maar 40% vergeleken met het jaar voor de oorlog. De prijzen stegen, maar de hongerwinter moest nog komen. Op 17 september 1944 was een spoorwegstaking, waarna de Duitsers het transport van Oost-Nederland, waar meer voedsel was, naar West-Nederland, verhinderden. Er ontstond tekort aan steenkool, terwijl het een zeer koude winter was, aan vetten, melkpoeder, vlees en gedroogd ei. Mensen organiseerden hongertochten, ze gingen vanuit de grote steden naar het platteland op fietsen die geen rubber banden meer hadden.
Op 29 april 1945 begon Operatie Manna met 242 zware Avro Lancaster bommenwerpers die ditmaal voedselpakketten uitwierpen. Deze voedseldroppings maakten, verspreid over negen dagen, een einde aan de hongersnood in West-Nederland. Tienduizenden hielpen de voedselpakketten te verzamelen en te verdelen.